# Akron (Virginia Occidental)
Akron es un área no incorporada ubicada en el condado de Tyler (Virginia Occidental), Estados Unidos. Está catalogada como un asentamiento humano por la Junta de Nombres Geográficos de los Estados Unidos. Su número de identificación (ID) es 1678605. Se encuentra a 242 m s. n. m. (794 pies).

## Historia
Se estableció una oficina de correos en 1898 y permaneció en funcionamiento hasta 1905.